# Cintiakaktus
Cintiakaktus (Rebutia cintia) är en suckulent växt inom familjen kaktusar. Arten och släktet beskrevs av Karel Kníže och Jan Říha 1996, men då i ett eget släkte. Arten flyttades till släktet Rebutia 2003 av Mats Hjertson. 
Artens ursprungliga utbredningsområde är departementet Chuquisaca i södra Bolivia. Denna kaktus växer i höglandet mellan 3500 och 4000 meter över havet. Rebutia cintia ingår i ekosystemet Puna.
För beståndet är inga hot kända. IUCN listar arten som livskraftig (LC).